# Hans Skramstad
Hans Skramstad (* 1797 in Østre Toten, Norwegen, getauft am 26. Dezember; † 15. Juni 1839 in Bergen, Norwegen) war ein norwegischer Komponist und Pianist.
Er debütierte als Pianist 1819 in Christiania, heute Oslo, verließ dann aber Norwegen, um vermutlich in Paris zu studieren. Von 1822 bis 1826 gab er Konzerte in mehreren norwegischen Städten und auch in Stockholm und Kopenhagen. Er reiste später nach Deutschland, Frankreich und in die Schweiz, weil er sich dort einen Namen als Klaviervirtuose machen wollte. Von 1835 bis zu seinem Tod wirkte er in Norwegen (hauptsächlich in Christiania) als Klavierpädagoge.
Seine erhaltenen Werke sind ausschließlich für Klavier und umfassen vier Variationswerke, einen Walzer und einen vierhändigen Marsch.